# Chauchat
Das als Chauchat oder CRSG bekannte Fusil Mitrailleur Modèle 1915 (FM 1915) war ein leichtes französisches Maschinengewehr, das im Ersten Weltkrieg eingesetzt wurde.

## Geschichte
Das FM 1915 ist eine Konstruktion von Oberst Louis Chauchat, der ab 1903 im Arsenal Puteaux mit der Entwicklung eines Selbstladegewehrs für die französischen Streitkräfte befasst war. Hierbei wurde er von seinem Assistenten, dem Feinmechaniker und technischen Zeichner Charles Sutter unterstützt.
Gemeinsam schufen sie bereits 1911 ein leichtes Maschinengewehr, das als Vorläufer des FM 1915 zu betrachten ist. Diese als Chauchat-Sutter C7 bezeichnete Waffe zeigte sich aber bei Tests im Jahre 1912 als störungsanfällig, so dass eine Überarbeitung erforderlich war. Im Januar 1913 wurde dann das verbesserte FM 1913 getestet. Es funktionierte befriedigend – bis auf die Magazine, die einer weiteren Verbesserung bedurften.
Am 19. Juli 1915 wurde beschlossen, das weiter überarbeitete FM 1915 in die Bewaffnung der französischen Streitkräfte aufzunehmen. Für die Fertigung wurde ein Vertrag mit der in einem Vorort von Paris ansässigen Firma Société des Cycles Clement et Gladiator geschlossen, die bis dahin Fahrräder gefertigt hatte. Fertigungsleiter bei Clement et Gladiator war zu dieser Zeit Paul Ribeyrolles.
Das FM 1915 wird auch als CSRG bezeichnet (Chauchat, Sutter, Ribeyrolles, Gladiator). Ursprünglich sollten 55.000 Stück gefertigt werden, 1916 wurden weitere 55.000 Stück bestellt. Im Dezember 1916 wurde die Bestellung auf insgesamt 155.000 Stück erhöht sowie ein Auftrag über weitere 25.000 Stück an die Forges et Aciéries de la Marine à Homecourt in Saint-Chamond vergeben. Als die Fertigung 1918 eingestellt wurde, hatten Clement et Gladiator 247.944, die Forges et Aciéries 20.195 FM 1915 hergestellt.
Ab 1924 wurde das FM 1915 durch das FM 1924 im Kaliber 7,5 × 54 mm ersetzt.

## Einsatz
Die französische Armee setzte das FM 1915 erstmals in begrenzter Stückzahl 1916 im Verdun-Sektor ein; zum Großeinsatz kam es dann an der Somme.
Die Bedienmannschaft bestand zunächst aus zwei Mann, dem Schützen und einem Munitionsträger (französisch Pourvoyeur). Der Schütze trug 320 Patronen in 16 Magazinen, das FM 1915, eine Pistole mit zwei Ersatzmagazinen und seine sonstige persönliche Ausrüstung, der Munitionsträger seine persönliche Ausrüstung, einen Karabiner, eine Schaufel und 906 Schuss Munition in Schachteln. Die zweiköpfige Bedienmannschaft war damit überladen und konnte kaum mit den restlichen Infanteristen schritthalten, weswegen bald ein zweiter Munitionsträger dazukam. 1917 wurde die Bedienmannschaft auf vier Mann (zusätzlich ein Korporal als Gruppenführer) vergrößert. Zusammen mit drei bis vier Gewehrgranatschützen und meist acht Gewehrschützen, die auch Handgranatenwerfer waren, bildete die Bedienmannschaft einen Halbzug (Demi-Section de Combat). 1918 wurde die Mannschaft nochmals auf nunmehr sieben Mann (neben Gruppenführer, Schütze und Munitionsträgern drei Karabinerschützen mit zusätzlichen Magazinen) verstärkt.
Das FM 1915 diente der Feuerunterstützung der angreifenden Infanterie; hierbei sollte im Gehen aus dem Hüftanschlag geschossen werden, wobei einer der Munitionsträger die Magazine wechselte. Bei der Abwehr von Gegenangriffen ersetzte das FM 1915 die schweren Maschinengewehre, die der Infanterie nicht so schnell folgen konnten.
Im Zusammenwirken mit den Gewehrgranatschützen gingen die Bedienmannschaften gegen deutsche Maschinengewehrnester vor, wobei sich zwei Halbzüge gegenseitig Deckung geben sollten.
Neben der französischen Armee wurde das FM 1915 auch vom US-Expeditionskorps verwendet – neben Modellen im ursprünglichen Kaliber wurde bei Clement et Gladiator für sie das Modell 1918 im amerikanischen Ordonnanzkaliber .30-06 Springfield gefertigt (hier betrug die Magazinkapazität nur 16 Schuss). Da sich sowohl das FM 1915 als auch das Modell 1918 nicht bewährten, wurde die Entwicklung des Browning Automatic Rifle vorangetrieben, diese Waffe kam jedoch zu spät, um im Ersten Weltkrieg noch eine Rolle zu spielen.
Auch die belgische Armee verwendete das FM 1915, das für sie auf die belgische Ordonnanzpatrone 7,65 × 53,5 mm eingerichtet und erst Mitte der 1930er-Jahre ersetzt wurde.
Auch Griechenland, Italien, Polen, Russland und Serbien verwendeten das FM 1915.

## Technik

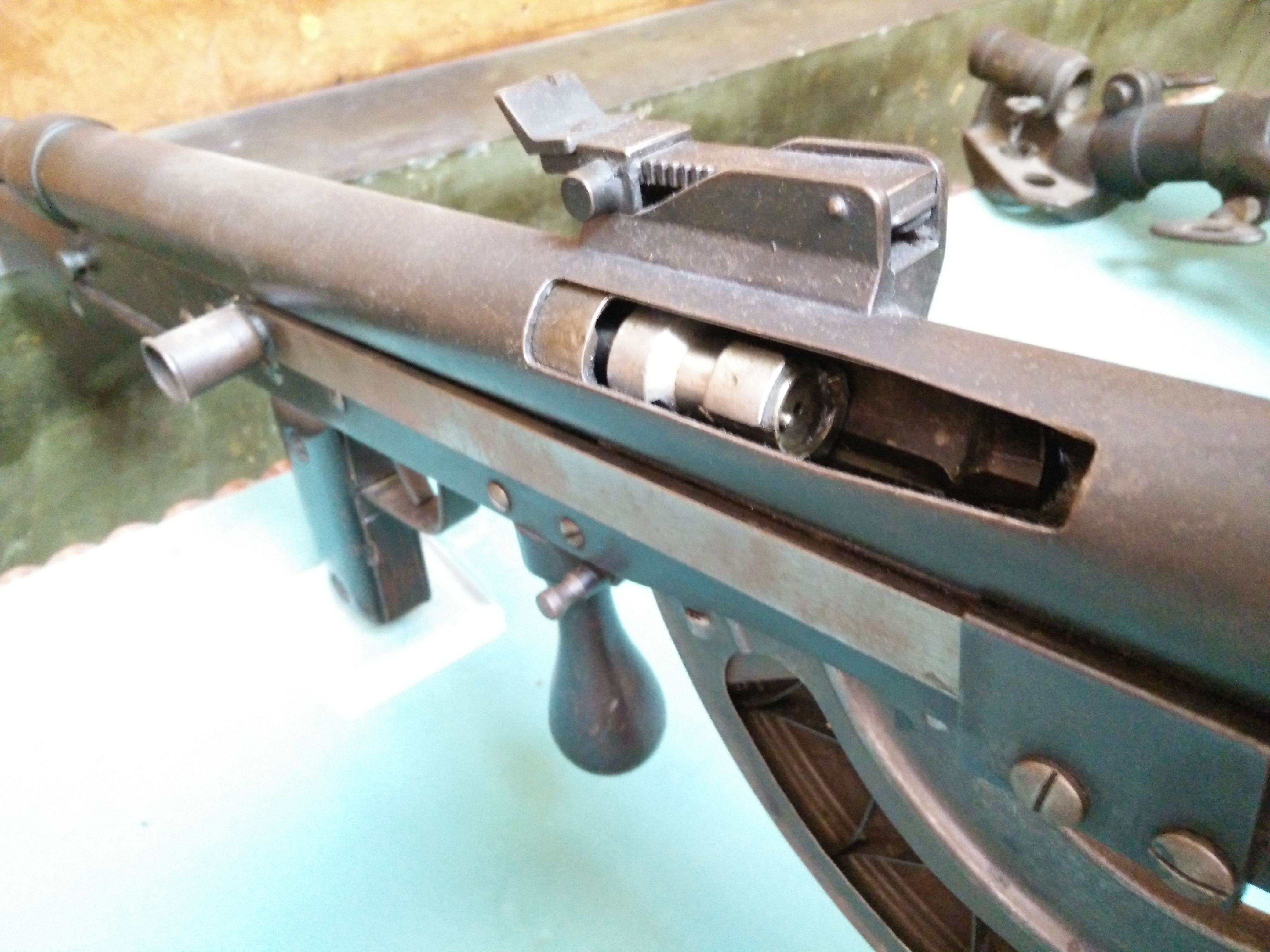
Chauchat-Drehkopfverschluss

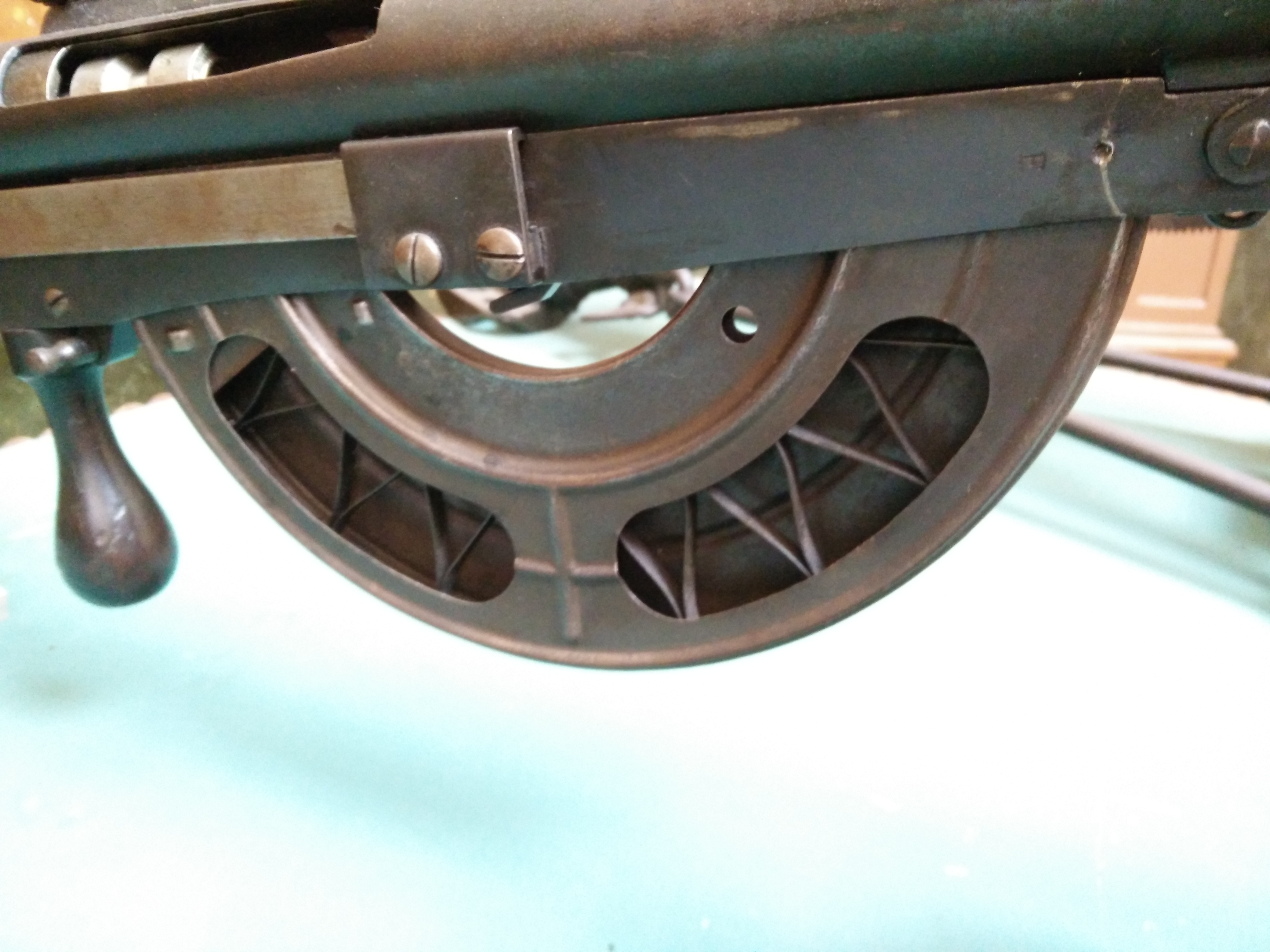
20-Schuss-Magazin des Chauchaut

Das FM 1915 ist ein luftgekühlter, zuschießender Rückstoßlader mit langem Rohrrücklauf und Drehkopfverschluss. Die Munition wird aus abnehmbaren Kurvenmagazinen zugeführt. Die Konstruktion weist deutliche Parallelen zur von Remington Arms hergestellten Model 8 Selbstladebüchse auf, die auf einem Patent von John Moses Browning aus dem Jahr 1900 basiert.
In schussbereitem Zustand befindet sich der Verschlussträger mit dem Drehkopfverschluss in hinterer Stellung, der Lauf in vorderer. Wird der Abzug betätigt, schnellt der Verschlussträger unter Druck der Schließfeder vor. Ein beweglich am Verschlussträger befestigter Zuführhebel schiebt die oberste Patrone aus dem Magazin nach vorn und oben, sodass sie in den Weg der Verschlusskopfes gerät. Der Verschlusskopf schiebt die Patrone in das Patronenlager und legt sich mit seinem Stoßboden gegen den Hülsenboden. Der Verschlussträger gleitet weiter vor; durch eine Steuerkurve wird hierbei der Verschlusskopf gedreht, so dass seine Verriegelungswarzen in entsprechende Widerlager der Laufverlängerung eingreifen. Dann trifft der Schlagbolzen auf das Anzündhütchen der Patrone und zündet die Treibladung. Durch den Gasdruck, der beim Abbrand der Treibladung entsteht und auf den Hülsenboden wirkt, werden der Lauf und die mit ihm verriegelte Einheit aus Verschluss und Verschlussträger gegen die Kraft der Schließ- und Laufvorholfeder zurückgeworfen.
Sind die beweglichen Teile am hinteren Ende ihrer Bewegung angekommen, wird der Verschlussträger von einem Sperrhebel festgehalten; der Lauf gleitet unter Druck der Laufvorholfeder wieder nach vorn, der Auszieher im Verschlusskopf hält die leere Patronenhülse fest. In der Vorwärtsbewegung nimmt er den Verschlusskopf mit, bis dieser durch die Steuerkurve gedreht und entriegelt wird. Danach läuft der Lauf allein vor; ist er weit genug vorgelaufen, dass die leere Patronenhülse ihn nicht mehr berührt, wird sie vom gefederten Auswerfer aus der Waffe geschleudert. Erreicht der Lauf seine vorderste Stellung, betätigt er einen Übertragungshebel, der wiederum den Sperrhebel betätigt, der den Verschlussträger festhält. Ist der Abzug noch gedrückt, schnellt der Verschlussträger erneut vor und führt die nächste Patrone zu.
Das FM 1915 kann sowohl halb- als auch vollautomatisch schießen. Ursprünglich hatte das FM 1915 keinen Mündungsfeuerdämpfer; später wurde ein trichterförmiger Vorsatz verwendet, der auch bei vielen älteren Waffen nachgerüstet wurde.

## Schwächen

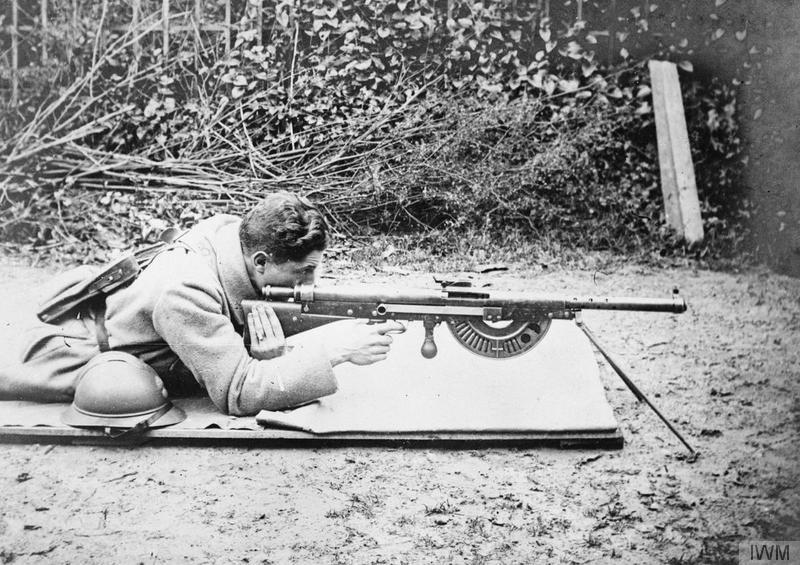
Das rechts offene Chauchatmagazin bei einem Übungsschießen

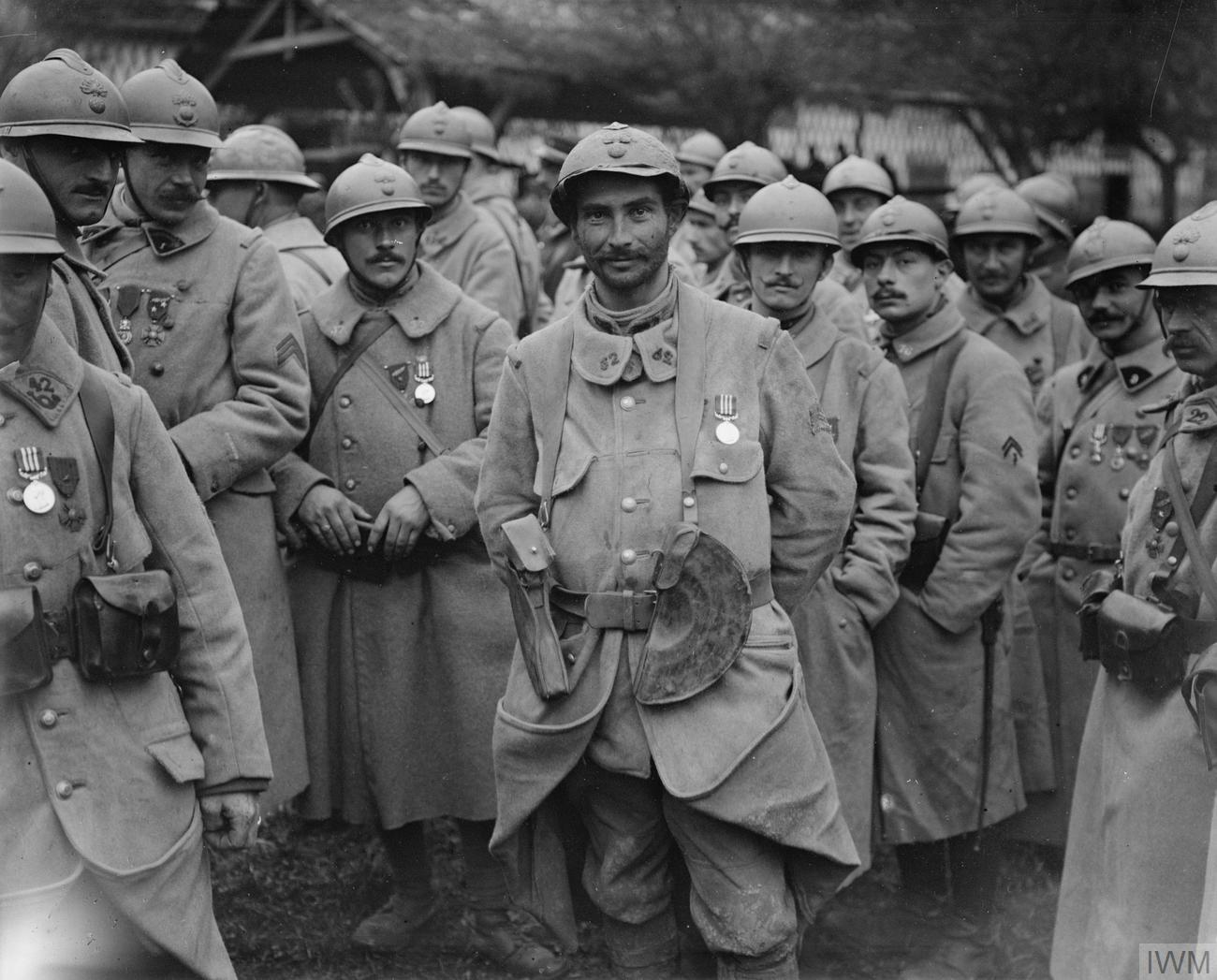
Chauchatschütze mit zwei Magazintaschen am Koppel

Das FM 1915 hatte deutliche Schwächen. Die aufgrund der Form der – für automatische Waffen wenig geeigneten – Patronen nötigen halbmondförmigen Magazine bestanden aus relativ dünnem Blech und verbogen sich schnell (insbesondere, da sie vom Schützen vorn am Koppel in Magazintaschen getragen wurden und beim Sich-Hinwerfen des Schützen zusammengepresst werden konnten). Zwei große Öffnungen an der Magazinseite führten dazu, dass leicht Schlamm oder Staub in die Magazine gelangte. Tatsächlich wurden fast siebzig Prozent aller Ladehemmungen auf die Magazine zurückgeführt. Weitere Öffnungen an der Waffe selbst (Auswurffenster, Kühlöffnungen, Spannhebelschlitz) ließen leicht Schmutz in die Waffe eindringen. Bei längerem Dauerfeuer dehnten sich die Kühlrippen im Laufmantel aus, so dass der Lauf aufgrund der entstehenden Reibung nicht mehr vollständig vorlief.
Die Visierung des FM 1915 ist in Schussrichtung seitlich nach links versetzt. Der Schütze muss darauf achten, dass er seinen Kopf vor der Schraubmuffe am hinteren Gehäuseende an das Gehäuse legt, damit ihm der Rückstoß keinen schmerzhaften Schlag gegen den Wangenknochen versetzt (dieser Schlag wurde als „la gifle“ bekannt, „die Ohrfeige“). Wird die Waffe nicht fest genug gehalten, kann es vorkommen, dass die Rückstoßenergie nicht ausreicht, um die Nachladebewegung vollständig auszuführen.
Das Modell 1918 erwies sich als noch schlechter; ihm hat das FM 1915 vermutlich auch seinen Ruf als schlechtestes Maschinengewehr aller Zeiten zu verdanken. Bei diesen Waffen war das Patronenlager nicht korrekt gebohrt; besonders im Bereich des Hülsenhalses war es meist zu eng für die amerikanische Patrone, was häufige Hülsenklemmer zur Folge hatte.
Die Füße des Zweibeins waren zu klein, so dass die Waffe bei weichem Untergrund einsinken konnte. Die belgische Armee rüstete ihre FM 1915 nach dem Krieg mit einem Zweibein mit größeren Füßen und insgesamt stabilerer Konstruktion aus.